# Mowag Duro
MOWAG DURO (Durable Robust) — швейцарська тактична військова вантажівка з колісною формулою 4х4 або 6х6.

## Історія
Вантажівка Duro розроблена для потреб швейцарської армії у 1994 фірмою Bucher-Guyer AG. Mowag, який є під контролем General Dynamics викупив права на виробництво у 2002. Автівки Duro II та Duro III існують у двох конфігураціях — 4×4 та 6×6. Крім того, є броньовані та неброньовані версії, маса коливається від 7 до 25 тон.
Найсучаснішою версією є броньований Duro IIIP (розроблений в кооперації з німецькою Rheinmetall Landsysteme) з колісною формулою 6х6, екіпаж якого складає 11 осіб — водій, командир, стрілець та 8 піхотинців. Всього до 2015 випущено близько 4000 автівок Duro.

## Модифікації

### Військові
- Duro II
- Duro III
- DURO IIIP

### Цивільні
- пожежна автівка (16 пожежників)
- автівка з сходами (2 х 100 м)
- невелика пожежна цистерна (800 л води)
- універсальна пожежна машина (800 л води + 100 л піни)

## Експлуатанти
- Швейцарія: в 1994 Швейцарія замовила 3000 автівок в модифікаціях 4×4 та 6×6 (поставлені до 2001). В грудні 2008 розміщено замовлення на 220 Duro IIIP + 12 Duro IIIP в варіанті хімлабораторії (поставлені до 2012). В листопаді 2011 швейцарська армія розмістила замовлення на 70 броньованих DURO IIIP (місцева назва DURO GMTF) (поставлені до 2013)[1].
- Ірландія: на озброєнні армії з 2004 знаходяться 6 DURO II 6X6 у двох варіантах — пересувна ремонтна машина та броньована вантажівка.
- Німеччина: в 2002—2004 Німеччина отримала 16 Duro IIIP 6×6.
- Малайзія: з 2003 країна отримала 61 Duro 4×4 та 6×6.
- Венесуела: в 2001 було розміщено замовлення на 358 4×4 та 6×6 Duro.
- Велика Британія: з 2004 армія отримала 83 Duro II 6×6.
- Данія: в армії використовуються броньовані DURO IIIP як медичні машини поля бою.
- Україна: декілька автівок придбані волонтерами на цивільному ринку, доброньовані та передані добровольчим батальйонам[2].